# Thord Sandahl
Thord Anders Eskil Sandahl, född 26 juli 1956, är en svensk företagsledare inom transport och entreprenad, verksam i Värnamo.
Sandahl växte upp i Skillingaryd i Småland och är son till Britta och Ingvar Sandahl. 
Thord Sandahl har studerat vid Chalmers tekniska högskola och avlagt civilingenjörsexamen. Han engagerades i faderns växande åkerirörelse Ingvar Sandahls Åkeri AB som denne hade startat år 1949 med en lastbil. Ett tjugotal åkerier har under årens lopp köpts upp och införlivats i verksamheten som i dag ryms i koncernen Sandahlsbolagen där Thord Sandahl är koncernchef och fadern är styrelseordförande. Koncernens huvudkontor är numera beläget i Värnamo.
När Sandahlsbolagen i samarbete med norska CargoNet AS år 2012 startade det nya gemensamägda bolaget Real Rail AB för att bedriva kombinerade järnvägstransporter utsågs Thord Sandahl till VD även för detta bolag.
Han är ordförande i Biltrafikens Arbetsgivareförbund, BA, samt ledamot i Svenskt Näringsliv.